# Werneckia funisciuri
Werneckia funisciuri är en insektsart som beskrevs av Pierre L. G. Benoit 1969. Werneckia funisciuri ingår i släktet Werneckia och familjen ekorrlöss. Inga underarter finns listade i Catalogue of Life.